# 女嫌い (麻倉未稀の曲)
「女嫌い」（おんなぎらい）は、1982年7月5日に発売された麻倉未稀の3枚目のシングル。発売元はキングレコード/CRYSTAL BIRD。

## 概要
表題曲「女嫌い」は、麻倉のシングル曲として初めて筒美京平が作曲を手掛けている。麻倉はこの曲が出来上がった時、髪を短くしてピアスをつけ、少しイメージチェンジをしてみようと決意したという。
B面曲「Body Talk」は2ndアルバム『Lady』からのシングル・カットで、麻倉本人が作詞を手掛けている。

## 収録曲
1. 女嫌い
作詞：伊藤薫 / 作曲：筒美京平 / 編曲：船山基紀
2. Body Talk
作詞：麻倉未稀 / 作曲・編曲：筒美京平

## 参考資料
- 麻倉未稀『SNOWBIRD』（ライナーノーツ）CRYSTAL BIRD/キングレコード、1982年12月5日。K28A-360。